# Страхова Валерія Михайлівна
Вале́рія Миха́йлівна Стра́хова (* 1995) — українська тенісистка.

## Життєпис
Народилась 1995 року в місті Керч.
Зіграла перший професійний турнір у травні 2011 року в Стамбулі, вибула в другому раунді — проти Андреї Вайдеану. Першу турнірну перемогу відсвяткувала в квітні 2013-го — у Шимкенті — в фіналі перемогла Любов Васильєву у двох сетах. В лютому 2016 року займала найвище місце в одиночному рейтингу WTA Tour — 231-шу позицію. В липні 2022 року досягла найвищої позиції в парному рейтингу — 118-те місце.
В сезоні-2022 Валерія Страхова не коментувала для ЗМІ широкомасштабне вторгнення та була зареєстрована на сайті Рязанської федерації тенісу.
2023 року дійшла до турніру WTA 125 в Колумбії у одиночному розряді. Здобула 14 парних титулів на рівні ITF.